# مارپل ۷۸/۷۳
مارپل ۷۳/۷۸، کنوانسیون بین‌المللی جلوگیری از آلودگی ناشی از کشتی‌ها می‌باشد؛ که در سال ۱۹۷۳ ابتدا تدوین و سپس طبق توافقنامهٔ ۱۹۷۸ اصلاح شد. (واژهٔ «مارپل» خلاصه شدهٔ مارین پولوشن «به انگلیسی Marine Pollution» یا آلودگی دریایی و منظور از ۷۳/۷۸ نیز سال‌های ۱۹۷۳ و ۱۹۷۸ میلادی می‌باشد.

مارپل ۷۳/۷۸ یکی از مهم‌ترین معاهدات بین‌المللی حفاظت از محیط‌ زیست دریایی می‌باشد. این معاهده جهت کاهش آلودگی آب‌ها از جمله تخلیه زباله، نفت و مواد مشتق آن در آب و آلودگی‌های ناشی از دود کشتی‌ها می‌باشد. هدف تبیین شدهٔ آن عبارتست از: حفظ محیط زیست دریایی بوسیلهٔ حذف کامل آلودگی ناشی از مواد نفتی، و مواد مضر دیگر و همچنین کاهش تخلیهٔ اتفاقی این مواد در آب دریاها.

معاهدهٔ اصلی مارپل در تاریخ ۱۷ فوریهٔ ۱۹۷۳ امضا گردید، اما لازم‌الاجرا نشد. معاهدهٔ کنونی، ترکیبی از معاهدهٔ سال ۱۹۷۳ و توافقنامهٔ ۱۹۷۸ می‌باشد. این معاهده چند سال بعد در دوم اکتبر ۱۹۸۳ لازم‌الاجرا گردید. از تاریخ ۳۱ دسامبر ۲۰۰۵، ۱۳۶ کشور، چیزی در حدود ۹۸ درصد کل کشتیرانی جهان، متعهد به انجام این پیمان نامه گردیدند.

تمامی کشتی‌های تحت پرچم کشورهای امضا کنندهٔ مارپل، صرف نظر از مبدأ و مقصد، موظف و ملزم به انجام مقررات آن می‌باشند و ملل عضو، مسئول تمامی کشتی‌ها و شناورهایی می‌باشند که تحت ملیت مربوطه‌شان به ثبت رسیده‌اند.

## پیوست‌ها
مارپل در ارتباط با پیشگیری از اشکال مختلف آلودگی دریایی ناشی از کشتی‌ها شامل ۶ پیوست می‌باشد:
- پیوست ۱- نفت
- پیوست ۲- مواد مایع مضر که به صورت فله حمل می‌شود.
- پیوست ۳- مواد مضری که به صورت بسته‌بندی حمل می‌گردد.
- پیوست ۴- فاضلاب
- پیوست ۵- زباله
- پیوست ۶- آلودگی هوا

پذیرش پیوست‌های ۱ و ۲ برای کشورهای امضا کنندهٔ مارپل ضروری است. پیوست‌های ۳ تا ۶ اختیاری می‌باشند.

پیوست ۶ در آوریل ۱۹۸۷ تصویب شد. از تاریخ اکتبر ۲۰۰۹، ۱۵۰ کشور که ۱۴/۹۹ درصد کل تناژ جهان را به عهده دارند پیوست ۱ و ۲ را پذیرفتند.

پیوست ۳ در یکم ژوئیهٔ ۱۹۹۲ لازم‌الاجرا گردید و از تاریخ اکتبر ۲۰۰۹، ۱۳۳ کشور که ۷۶/۹۵ درصد کل تناژ جهان را به عهده دارند این پیوست را پذیرفتند.

پیوست ۴ در ۲۷ سپتامبر ۲۰۰۳ لازم‌الاجرا گردید و از تاریخ اکتبر ۲۰۰۹، ۱۲۴ کشور که ۶۲/۸۱ درصد کل تناژ جهان را به عهده دارند این پیوست را پذیرفتند.

پیوست ۵ در ۳۱ دسامبر ۱۹۸۸ لازم‌الاجرا گردید و از تاریخ اکتبر ۲۰۰۹، ۱۳۹ کشور که ۱۸/۹۷ درصد کل تناژ جهان را به عهده دارند این پیوست را پذیرفتند.

پیوست ۶ در ۱۹ مه ۲۰۰۵ لازم‌الاجرا گردید و از تاریخ اکتبر ۲۰۰۹، ۵۶ کشور که ۴۶ درصد کل تناژ جهان را به عهده دارند این پیوست را پذیرفتند.

## اصلاحات
اصلاحیات پیوست ۶ مارپل مطابق با MEPC ۱۷۶(۵۸) در یکم ژوئیهٔ ۲۰۱۰ لازم‌الاجرا گردید.

قوانین ۱۲ اصلاحیه در ارتباط با کنترل و ثبت موادی که باعث از بین رفتن اوزن می‌شوند.

قوانین ۱۴ اصلاحیه در ارتباط با الزام تعویض نفت کورهٔ کشتی‌ها و شناورهایی که به مناطق SECA وارد یا از آن خارج می‌شوند و محدودیت‌های FO سولفور.

## اجرا و اجبار
جهت لازم‌الاجرایی شدن استانداردهای IMO، ابتدا بایستی این مقررات بوسیلهٔ تمامی کشورهای عضو که صاحب دست کم ۵۰ درصد از تناژ ناخالص جهان می‌باشند تصویب گردد که این امر ممکن است زمان‌بر باشد. بنابراین یک سیستم "قبولی ضمنی" مورد استفاده قرار می‌گیرد که به موجب آن اگر در طی زمان معینی، اعتراض یا مخالفتی از جانب یک کشور عضو شنیده نشد، به معنای پذیرش آن پیمان نامه تلقی می‌گردد.
تمام ضمیمه‌ها به تصدیق و تصویب شمار معینی از کشورهای عضو رسیده است؛ آخرین ضمیمه (ضمیمه ۶) در ماه مه ۲۰۰۵ به اجرا رسید. کشوری که کشتی در آن به ثبت رسیده است مسئول تطابق کشتی با تعرفه‌های پیشگیری از آلودگی دریایی در کنوانسیون مارپل می‌باشد. هر یک از کشورهای امضاکننده این کنوانسیون، مسئول وضع قوانین داخلی برای اجرای کنوانسیون می‌باشند و متعهد می‌گردند که مفاد و ضمیمه‌های این کنوانسیون و قوانین مرتبط کشورهای دیگر را رعایت نمایند.
یکی از دشواری‌های اجرای مارپل، به دلیل طبیعت بین‌المللی حمل و نقل دریایی می‌باشد. کشوری که کشتی در بندر آن لنگر می‌اندازد می‌تواند کشتی را جهت تطابق با استانداردهای بین‌المللی بازرسی نموده و در صورت عدم تطابق توقیف نماید. اگر این عدم تطابق در خارج از حوزهٔ قضایی کشور عضو اتفاق بیفتد و یا حوزهٔ قضایی مشخص نباشد، آن کشور پرونده را بنابر مارپل به دیگر کشور عضو ارجاع می‌دهد. با این وجود، گزارش سال ۲۰۰۰ "جی ای او" نشان می‌دهد با این که ارجاع این پرونده‌ها اغلب انجام می‌شود اما رسیدگی کشورهای عضو ضعیف می‌باشد.